# Dunaszentpál
Dunaszentpál község Győr-Moson-Sopron vármegyében, a Győri járásban.

## Idegen elnevezései
Horvátul két neve létezik a falunak. A horvátkimlei horvátok Sepalnak, a bezenyei horvátok Sempalnak nevezték.

## Fekvése
A vármegye keleti részén, a Mosoni-Duna bal partján, annak egyik kanyarulatában, Győrtől mintegy 15 kilométerre északnyugati irányban fekszik. A szigetközi község lakóinak életét a folyó áradásai gyakran megkeserítették, ugyanakkor a rét- és legelőgazdálkodásnak kedvezett, sőt az árvízmentes térszíneken még növénytermesztéssel is foglalkoztak.

### Közlekedése
Dunaszentpál zsáktelepülés, közúton csak a Győr és Mosonmagyaróvár között húzódó, 1401-es útról (a szigetközi „főútról”) letérve közelíthető meg, a Dunaszeg nyugati szélétől nem messze, a 11+200-as kilométerszelvényénél kiágazó, alig két kilométeres hosszúságú 14 102-es számú mellékúton. A falut Győrrel rendszeres, félórás autóbusz-összeköttetés köti össze.

## Története és mai élete
Az árvizektől védett teraszokon már a honfoglalás óta éltek emberek. Dunaszentpált azonban csak 1391-ben említette először egy oklevél ZENTH PÁL néven, mint a Héderváry grófok birtokát. Elnevezése temploma védőszentjéről származik. Ezután 1443-ban, 1477-ben, 1491-ben, majd 1500-ban is előfordul az elnevezése.
A mohácsi csatavesztés évében a király az itteni birtokokat Bakics Pálnak adományozta. A Bécs felé igyekvő Szulejmán 1529-ben felgyújtotta a település templomát. A Héderváry-uradalom urbáriuma 1554-ben adalékot nyújt a szentpáli mezőgazdálkodásról: eszerint elsősorban rét- és legelőgazdálkodással, erdőgazdálkodással, búza- és rozstermesztéssel, illetve halászattal foglalkozott a lakosság.
A török hódoltság káros hatását a falu lakosságának többször el kellett szenvednie: 1594-ben felgyújtották Szentpált, s 1598-ig török megszállás alatt maradt. A háborús szenvedések miatt nagyon megcsappant a lakosságszám (ezt az 1604-es és az 1619-es jelentések is igazolják), ezért 1656-ban szlovák telepeseket hívtak a településre. A „tótok” a falu északi részén, a Mosoni-Duna közelében telepedtek le. Dunaszentpál északi részét ezért a 17. században „Tótszer”-nek, míg a templom környékét „Magyarszer”-nek hívták. Utoljára 1683-ban vonultak át a török seregek a falun, utána viszonylag békésebb körülmények között éltek a község lakói. A Rákóczi-szabadságharc idején, 1707-ben Vak Bottyán seregei Dunaszentpálon tanyáztak.
A település legnagyobb birtokosa 1711-ben a Viczay család volt, a 18. század közepére azonban a birtokterületek többsége leányágon visszaszállt a Khuen-Héderváry családra. Bár a 18. század évei több háborút nem hoztak, mégsem teltek a gazdálkodók mindennapjai gondtalanul: 1783-ban és 1789-ben súlyos árvíz vonult végig a falun. Az áradásokat követő kárbecslések és az 1784-es népszámlálás adatai együttesen megerősítik, hogy Dunaszentpálon 7 nemesi, 19 örökös jobbágyi, 19 házas zselléri, s 4 házatlan zsellércsalád élt akkoriban. A napóleoni háborúk idején 1809-ben francia csapatok szállták meg a községet. A későbbiekben visszafelé vonuló franciák állítólag a település közelében egy kiszáradt kapolyakútba dobták a Napóleon által közzétett schönbrunni kiáltványt. Ezt a helyet azóta is Francia-kútnak nevezik.
A 19. század egyrészt a kedvezőbb gazdasági lehetőségek, másrészt a természeti katasztrófák százada volt: 1806-ban, 1831-ben és 1849-ben kolera, 1845-ben pedig tűzvész pusztított a faluban. Nemcsak a túlzottan magas, hanem az alacsony vízállás is okozhat károkat: 1854-ben az aszályos nyár miatt még a hajózás is veszélybe került. A gőzhajózás 1860-ban történő bevezetése kedvezőbb közlekedési helyzetet teremtett, ugyanakkor a hajóvontatásból élők munkáját feleslegessé tette. Az 1850-es népszámláláskor 450 katolikus vallású személy lakta a falut, akik akkoriban búza- és káposztatermesztéssel foglalkoztak. A község határában a tagosítások 1864-ben fejeződtek be. A földművelők helyzetét az 1888-as Duna-szabályozás nagy-mértékben javította, ezután egészen 1954-ig nem volt komoly áradás. Az első világháború 28, míg a második 17 halálos áldozatot követelt a községtől. A második világháború után Dunaszentpál visszanyerte önállóságát (1926-ig Győrzámollyal, 1926-1945 között pedig Dunaszeggel volt közös igazgatás alatt). A földosztáskor 62 család kapott egységesen 600 négyszögöl házhelyet, míg 40 család átlagosan 3 kataszteri hold földet kapott.
Az 1950-es évek kollektivizálási hullámai Dunaszentpált is elérték: 1949. szeptember 19-én megalakult az Egyetértés MGTSZ, s 1953-ra már szövetkezeti faluvá nyilvánították Dunaszentpált. Nagy Imre miniszterelnöksége alatt lelassult a kollektivizálás folyamata, 1956 után azonban még erőteljesebb lett. Az 1954-es árvíz érintette ugyan a falut, de aránylag kevesebb kárt okozott, mint a Szigetköz más településein.
A városokba való beköltözések erőltetését a falu nagyon megsínylette, hiszen 1996-ban mindössze 359-en lakták. A lakosság helyben történő foglalkoztatását az itteni termelőszövetkezet nem tudja biztosítani. Ezért nagyon sokan inkább Győrben vállalnak munkát. Dunaszentpál lakói csaknem teljes egészében római katolikus vallásúak. Templomuk 1847-ben épült, 2010-ben nagy anyagi áldozatvállalással külsőleg teljesen felújították. A község infrastrukturális állapota eléggé elmaradott volt: 1990 után építették ki a vízvezeték hálózatot és a szennyvízelvezető csatornát, néhány évvel később pedig a gázvezetéket is. Örvendetes a kistelepülés gyors fejlődése, bár a pénzügyi nehézségek gátat szabnak a nagyobb beruházásoknak. A községnek azonban így is vannak lehetőségei: a Mosoni-Duna ugyanis vonzza a fürdeni és horgászni vágyó turistákat, akiknek az önkormányzat táborozásra alkalmas helyet jelölt ki. Az áradásoktól mentesített öntéstalajon jó minőségű zöldségféléket és gabonanövényeket lehet termeszteni. A falu alsó tagozatos diákjai a helyi általános iskolában tanulnak, amelyet még az 1960-as évek elején bővítettek, majd 1992-ben felújítottak. Dunaszentpálnak van családi napközije, óvodája, focipályája, könyvtára és kultúrotthona is.

## Közélete

### Polgármesterei
- 1990–1994: Várföldi Lajos (független)[5]
- 1994–1998: Varga Lajos (független)[6]
- 1998–2002: Varga Lajos (független)[7]
- 2002–2003: Varga Lajos (független)[8]
- 2003–2006: Várföldi Lajos (független)[9]
- 2006–2010: Várföldi Lajos (független)[10]
- 2010–2013: Ifj. Szabó Károly (független)[11]
- 2014–2014: Csontos Attila (független)[12]
- 2014–2019: Csontos Attila (független)[13]
- 2019–2024: Csontos Attila (független)[14]
- 2024– : Rácz Barnabás (független)[1]

A településen 2003. november 16-án időközi polgármester-választást tartottak, az előző polgármester halála miatt. Bő tíz évvel később, 2014. január 19-én ugyancsak időközi polgármester-választásra kellett sort keríteni Dunaszentpálon, ezúttal lemondás miatt.
2024. október 20-án szintén időközi választást tartottak a községben, mert a 2024. június 9-i választáson újraválasztott polgármester, Csontos Attila alig egy hónappal később, 2024 júliusában – jóval azelőtt, hogy október 1-jén új mandátuma érvénybe lépett volna – elhunyt. A választáson négy jelölt indult, de a győztes egymaga is megszerezte a szavazatok csaknem felét (49,5 %-át).

## Népesség
A település népességének változása:
| Lakosok száma | 723  | 734  | 736  | 716  | 735  | 740  | 739  |
|               | 2013 | 2014 | 2015 | 2021 | 2022 | 2023 | 2024 |

A 2011-es népszámlálás során a lakosok 92,2%-a magyarnak, 0,3% bolgárnak, 0,6% németnek, 0,4% románnak mondta magát (7,8% nem nyilatkozott; a kettős identitások miatt a végösszeg nagyobb lehet 100%-nál). A vallási megoszlás a következő volt: római katolikus 69,6%, református 1,5%, evangélikus 0,7%, felekezeten kívüli 9,2% (17,9% nem nyilatkozott).
2022-ben a lakosság 92%-a vallotta magát magyarnak, 1,8% németnek, 0,7% ukránnak, 0,7% cigánynak, 0,4% románnak, 0,3% szlováknak, 0,1-0,1% horvátnak, örménynek és ruszinnak, 2,6% egyéb, nem hazai nemzetiségűnek (7,8% nem nyilatkozott; a kettős identitások miatt a végösszeg nagyobb lehet 100%-nál). Vallásuk szerint 38% volt római katolikus, 4,9% református, 1,2% evangélikus, 0,1% görög katolikus, 0,1% ortodox, 0,1% izraelita, 0,8% egyéb keresztény, 0,5% egyéb katolikus, 10,1% felekezeten kívüli (44,1% nem válaszolt).

## Látnivalók

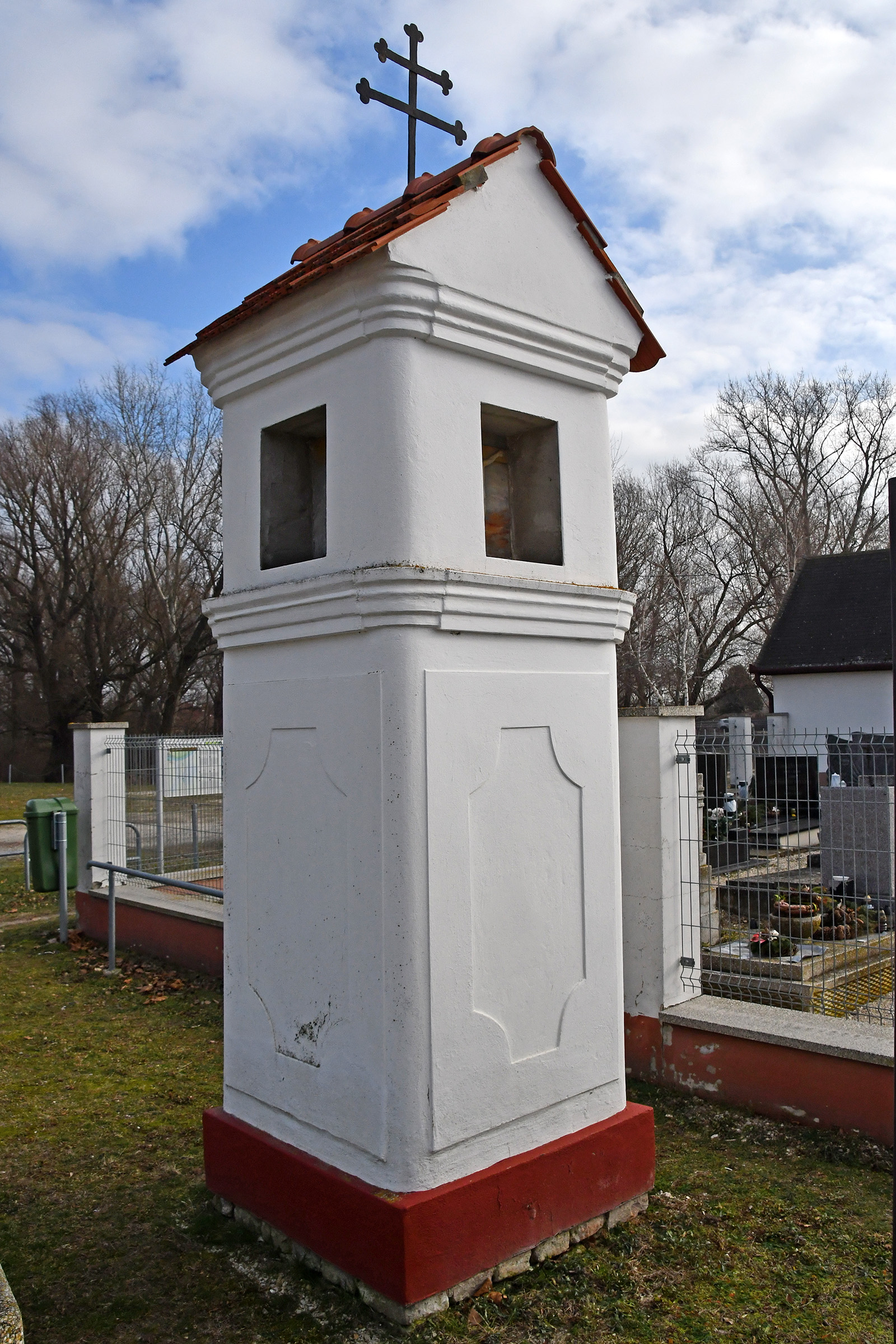
A Fehér kép

- Római katolikus Szent Péter és Pál-templom
- Fehér kép: képoszlop a temetőnél Szűz Mária, a keresztre feszített Üdvözítő, Szent Flórián és Szent Vendel domborműves képeivel
- Mosoni-Duna
- Kerekes tér
- Dunaszentpál SE Focipálya